# Ракево
Ра́кево (болг. Ракево) — село у Врачанській області Болгарії. Входить до складу общини Криводол.

## Населення
За даними перепису населення 2011 року у селі проживали 739 осіб.
Національний склад населення села:
| Національність   | Кількість осіб | Відсоток |
| ---------------- | -------------- | -------- |
| болгари          | 627            | 94,1%    |
| цигани           | 31             | 4,7%     |
| інша             | 4              | 0,6%     |
| Всього відповіли | 666            |          |

Розподіл населення за віком у 2011 році:
Динаміка населення: